# 梯形蛤屬
梯形蛤屬（学名：Portlandia），是弯锦蛤目弯锦蛤科的一個屬。本屬的學名源於美國俄亥俄州首府波特蘭市。

## 物種
- 日本梯形蛤 Portlandia japonica Adams et Reeve, 1850
- 鱗梯形蛤 Portlandia lepidulaH．et A．Adams, 1856